# Life Is Good
Pour les articles homonymes, voir Life Is Good (homonymie).
Albums de Nas
Distant Relatives
(2010) Nasir
(2018)
Singles
1. Nasty
Sortie : 9 août 2011
2. The Don
Sortie : 3 avril 2012
3. Daughters
Sortie : 17 juillet 2012
4. Cherry Wine
Sortie : 19 septembre 2012

Life Is Good est le dixième album studio de Nas, sorti en 2012.

## Historique
Nas annonce le titre de l'album sur son Twitter.  
Le titre de l'album (en français : « La vie est belle ») peut surprendre car, au cours de ces dernières années, le rappeur a eu de nombreux problèmes avec la justice : son divorce avec Kelis, ses soucis avec son label Def Jam (qui lui a fait abandonner son projet The Lost Tape 2) et une amende de 6 millions de dollars pour des impôts impayés.
L'enregistrement de l'album a lieu dans de nombreux studios : 4220 Studios, Conway Recording Studios et East West Studios à Hollywood ; Instrument Zoo Studios à Miami ; Jungle City Studios et Oven Studios à New York ; Record One à Sherman Oaks et Westlake Studios à Los Angeles. Nas collabore ici avec de nombreux artistes et musiciens comme Amy Winehouse, Mary J. Blige, James Poyser, Anthony Hamilton, Miguel, Large Professor, Hal Ritson, etc..

## Accueil

### Critique
Life is Good reçoit globalement de bons retours de la part de la critique musicale. Sur Metacritic, qui compile les critiques, l'album obtient une moyenne de 81/100, pour 30 avis recensées. Kevin Perry de NME pense que cet album est un « retour aux sources ».
Ken Capobianco du Boston Globe pense qu'il y a une amélioration par rapport au travail passé de Nas. Sur le site Slant Magazine, Manan Desai trouve que Nas est « inspiré » et souligne « l'unité narrative » de l'album. Chris Schulz du New Zealand Herald apprécie certains titres faits pour les « puristes du hip-hop » et pense que Life Is Good est l'album de Nas « le plus mature et le plus complet depuis son classique de 1994, Illmatic ». Randall Roberts du Los Angeles Times le décrit comme « réfléchi, féroce, honnête ». Erika Ramirez de Billboard trouve l'album « rafraîchissant » et que « Nas explore explore lui-même sa vie d'avant, bien loin des thèmes luxueux du hip-hop contemporain ». Carl Chery de XXL remarque que c'est « sans doute le meilleur album de Nas depuis Stillmatic » et pense que le rappeur, avec ses 21 ans de carrière et dix albums a atteint un niveau que personne d'autre n'a atteint, pas même Rakim, Kool G Rap, Slick Rick, Big Daddy Kane ou encore LL Cool J.
Matthew Fiander de PopMatters est quant à lui plus partagé, trouvant la production « inégale » et que tout est calculé pour en faire un « produit » mais avec des « moitiés d'idées ».
Jon Caramanica du New York Times trouve que les histoires de Nas sont parfois « gênantes et imaginaires » et que cet album n'est qu'un simulacre du son qui a fait autrefois sa légende. Dans son guide pour MSN Music, Robert Christgau donne à l'album la « mention honorable » (),.

### Distinctions et postérité
Life Is Good apparaît dans plusieurs classements honorifiques de fin d'année. The Source et Okayplayer le classent dans les « meilleurs albums de 2012 ».
Rolling Stone le range 18e des « 50 meilleurs albums de 2012 », et le magazine Complex, 12e.
James Montgomery de MTV le classe 16e des « 20 meilleurs albums de 2012 ». Sur Metacritic, il se classe 22e sur 32.
Life Is Good est nommé aux Grammy Award 2013 dans la catégorie du « meilleur album rap », ainsi que pour le « meilleur album de l'année 2013 » aux BET Hip Hop Awards.
Daughters remporte l'award du « titre marquant » aux BET Hip Hop Awards.

### Performance commerciale
L'album a débuté en tête du Billboard 200 avec 149 000 ventes dès la première semaine.

## Singles
Le premier extrait de l'album est intitulé Nasty et a été produit par Salaam Remi, un collaborateur de longue date du rappeur.
Le second single, The Don, sort en avril 2012, suivi par Daughters en juillet 2012.

## Liste des titres
| No  | Titre                                                                                            | Auteur                                                                                        | Contient un (des) sample(s) de | Durée |
| --- | ------------------------------------------------------------------------------------------------ | --------------------------------------------------------------------------------------------- | --- | ----- |
| 1.  | No Introduction (Produit par J.U.S.T.I.C.E. League)                                              | Nasir Jones, Erik Ortiz, Kevin Crowe, Kenny Bartolomei                                        | Don't Cry de Kirk Franklin | 4:15  |
| 2.  | Loco-Motive (featuring Large Professor – Produit par No I.D.)                                    | N. Jones, William Paul Mitchell                                                               | | 3:40  |
| 3.  | A Queens Story (Produit par Salaam Remi)                                                         | N. Jones, Salaam Gibbs                                                                        | Queens Story de Salaam Remi Étude en do mineur op. 10, N° 12 de Frédéric Chopin The Bridge Is Over des Boogie Down Productions Peter Piper de Run–DMC | 4:35  |
| 4.  | Accident Murderers (featuring Rick Ross – Produit par No I.D. et Salaam Remi)                    | N. Jones, William Leonard Roberts II                                                          | They Said It Couldn't Be Done de Norman Feels The Bridge de MC Shan Make the Music With Your Mouth, Biz de Biz Markie featuring T.J. Swan             | 4:27  |
| 5.  | Daughters (Produit par No I.D.)                                                                  | N. Jones, Ernest D. Wilson, Patrick Adams, Gary DeCarlo, Dale Frashuer, Paul Leka             | Dust to Dust de Cloud One Na Na Hey Hey Kiss Him Goodbye de Wayne McGhie & the Sounds of Joy                                                          | 3:20  |
| 6.  | Reach Out (featuring Mary J. Blige – Produit par Salaam Remi, Rodney Jerkins, DJ Hot Day et Nas) | N. Jones, Mary J. Blige                                                                       | Ike's Mood I d'Isaac Hayes Once in a Lifetime Groove de New Edition Hot Day Master Mix de Hot Day and Super Kids You Remind Me de Mary J. Blige       | 3:46  |
| 7.  | World’s an Addiction (featuring Anthony Hamilton – Produit par Salaam Remi)                      | N. Jones, Anthony Hamilton, S. Gibbs                                                          | Something's Missing des Five Stairsteps & Cubie | 5:01  |
| 8.  | Summer on Smash (featuring Miguel et Swizz Beatz – Produit par Swizz Beatz)                      | N. Jones, Kasseem Dean, Miguel Pimentel                                                       | | 4:19  |
| 9.  | You Wouldn’t Understand (featuring Victoria Monet – Produit par Buckwild)                        | N. Jones, Anthony Best                                                                        | Let's Start Love Over de Miles Jaye Eric B. Is President d'Eric B. & Rakim                                                                            | 4:35  |
| 10. | Back When (Produit par No I.D.)                                                                  | N. Jones, E. Wilson                                                                           | Double Agent Jones du Barrie Moore Combo The Bridge de MC Shan Raptivity de Ronnie Gee Live Routine (Broadcast) de MC Shan featuring Biz Markie       | 3:22  |
| 11. | The Don (Produit par Salaam Remi, Heavy D et Da Internz)                                         | N. Jones, Dwight Myers, S. Gibbs, Marcos Palacios, Ernest Clark, W. Maragh, Nkrumah 'Jah' Tho | Dance Inna New York de Super Cat | 3:02  |
| 12. | Stay (Produit par No I.D.)                                                                       | N. Jones, E. Wilson                                                                           | Seven Steps to Nowhere de L.A. Carnival | 3:45  |
| 13. | Cherry Wine (featuring Amy Winehouse – Produit par Salaam Remi)                                  | N. Jones, Amy Winehouse, S. Gibbs                                                             | It's Your Thing de Lou Donaldson | 5:56  |
| 14. | Bye Baby (Produit par Salaam Remi, Noah « 40 » Shebib)                                           | N. Jones, S. Gibbs, Noah Shebib                                                               | Goodbye Love de Guy | 3:59  |

| 15. | Nasty (Produit par Salaam Remi)                                | N. Jones, Gibbs                        |                                                                      | 3:04 |
| 16. | The Black Bond (Produit par Salaam Remi)                       | N. Jones, Gibbs                        | Praguenosis de Salaam Remi The Look of Love du Howard Roberts Chorus | 2:22 |
| 17. | Roses (featuring Nikki Flores – Produit par Al Shux)           | N. Jones, Shux, N. Flores, Redd Stylez |                                                                      | 3:31 |
| 18. | Where's the Love (featuring Cocaine 80s – Produit par No I.D.) | N. Jones, Wilson                       | Brooklyn-Queens de 3rd Bass                                          | 4:28 |
| 19. | Trust (Produit par Boi-1da)                                    | N. Jones, Matthew Samuels              |                                                                      | 4:34 |

| 19. | The Don (Don Dada Remix) (Produit par Salaam Remi et Heavy D) | N. Jones | 4:09 |

## Classements
| Pays-classements (2012)               | Meilleure position |
| ------------------------------------- | ------------------ |
| Australie - ARIA Charts               | 27                 |
| Belgique (région flamande) - Ultratop | 44                 |
| Belgique (région wallonne) - Ultratop | 72                 |
| Canada - Canadian Albums Chart        | 2                  |
| Danemark - Tracklisten                | 24                 |
| Pays-Bas - MegaCharts                 | 27                 |
| France - SNEP                         | 33                 |
| Allemagne - Media Control Charts      | 24                 |
| Irlande - Irish Albums Chart          | 55                 |
| Japon - Oricon                        | 47                 |
| Nouvelle-Zélande - RIANZ              | 38                 |
| Norvège - VG-lista                    | 16                 |
| Suisse - Schweizer Hitparade          | 8                  |
| Royaume-Uni - UK Albums Chart         | 8                  |
| Royaume-Uni - UK R&B Albums           | 2                  |
| États-Unis - Billboard 200            | 1                  |
| États-Unis - Top R&B/Hip-Hop Albums   | 1                  |
| États-Unis - Top Rap Albums           | 1                  |

| Classement (2012)                   | Position |
| ----------------------------------- | -------- |
| États-Unis - Billboard 200          | 90       |
| États-Unis - Top R&B/Hip-Hop Albums | 17       |
| États-Unis - Top Rap Albums         | 11       |

| Classement (2013)                   | Position |
| ----------------------------------- | -------- |
| États-Unis - Top R&B/Hip-Hop Albums | 82       |

## Certifications
| Pays              | Certification | Unités certifiées |
| ----------------- | ------------- | ----------------- |
| États-Unis (RIAA) | Or            | 500 000           |